# Waffenführerschein
Der Waffenführerschein ist in Österreich ein Nachweis für die Befähigung im geschulten und sachgemäßen Umgang mit Waffen. Im Gegensatz zur Waffenbesitzkarte bzw. zum Waffenpass ermächtigt er nicht zum Besitz von Schusswaffen.
Die Grundlage für den Waffenführerschein liegt in § 5 der zweiten Waffengesetz-Durchführungsverordnung (auch „2. WaffV“ genannt), die den sachgemäßen Umgang mit Schusswaffen regelt. Das Gesetz lautet wörtlich:
§ 5. (1) Im Verfahren zur Ausstellung einer waffenrechtlichen Urkunde hat sich die Behörde davon zu überzeugen, ob der Antragsteller voraussichtlich mit Schusswaffen sachgemäß umgehen wird; dasselbe gilt anlässlich einer Überprüfung der Verlässlichkeit (§25 WaffG).
Als Beweismittel für die Befähigung zum sachgemäßen Umgang mit Waffen kommt neben dem Nachweis ständiges Gebrauches als Dienst-, Jagd- oder Sportwaffe insbesondere die Bestätigung eines Gewerbetreibenden in Betracht, der zum Handel mit nicht militärischen Waffen berechtigt ist, wonach der Betroffene auch im - praktischen - Umgang mit (seinen) Waffen innerhalb des letzten halben Jahres geschult wurde.
Das Gesetz sieht vor, dass sich die Behörde vor dem Ausstellen eines Waffenpasses oder einer Waffenbesitzkarte den sachgemäßen Umgang der Waffe durch den Besitzer nachweisen lassen muss. Polizisten, Justizbeamte und Berufssoldaten können durch Vorzeigen ihres Dienstausweises, Sportschützen durch nachgewiesene, regelmäßige Teilnahme an Schießsportveranstaltungen, und Jäger durch Vorlegen ihrer gültigen Jagdkarte den sachgemäßen Umgang nachweisen.
Der Waffenführerschein wird meist von Personen verlangt, welche nicht den ständigen Gebrauch ihrer Waffe(n) nachweisen können, z. B. Waffensammlern. Er kann im Zuge einer kurzen theoretischen und praktischen Ausbildung durch den dazu befugten Waffenhändler oder durch einen Lehrwart erworben werden. Seine Gültigkeit zur Vorlage bei der Behörde beträgt ein halbes Jahr. Er muss somit praktisch bei jeder waffenrechtlichen Überprüfung erneuert werden.